# Bočac
Bočac (cyr. Бочац) – wieś w Bośni i Hercegowinie, w Republice Serbskiej, w mieście Banja Luka. W 2013 roku liczyła 836 mieszkańców.